# Sonic the Hedgehog (jeu vidéo, 2006)
Vous lisez un « bon article » labellisé en 2022.
Pour les articles homonymes, voir Sonic the Hedgehog (homonymie).
Cet article concerne le jeu vidéo de 2006. Pour le jeu de 1991 en version 16 bits, voir Sonic the Hedgehog (jeu vidéo, 1991, version 16 bits). Pour le jeu de 1991 en version 8 bits, voir Sonic the Hedgehog (jeu vidéo, 1991, version 8 bits).
Sonic the Hedgehog, appelé couramment Sonic 2006 ou Sonic '06, voire Sonic Next Gen, est un jeu vidéo de plates-formes développé et édité par Sega en 2006 sur PlayStation 3 et Xbox 360 à l'occasion du 15e anniversaire de la franchise Sonic the Hedgehog. Il s'agit du premier jeu de la série à être sorti sur des consoles de septième génération et à posséder des graphismes en haute définition. Il se veut être un reboot de cette série de jeux vidéo.
Le joueur contrôle Sonic, Shadow et le nouveau personnage Silver. Le principal antagoniste est Solaris, divisé en deux entités : Iblis et Mephiles. Tous ces personnages sont poursuivis par Eggman. Chaque personnage jouable a sa propre campagne, appelée « épisode » et ses propres capacités, et doit terminer les niveaux, explorer les mondes principaux et combattre les boss pour faire avancer l'histoire.
Le développement commence en 2004, dirigé par le co-créateur de Sonic, Yuji Naka. Sonic Team cherche à créer un jeu attrayant, avec un ton réaliste et de multiples styles de jeu, mais le produit final, après sa sortie, est accueilli par de nombreuses critiques négatives.

## Trame

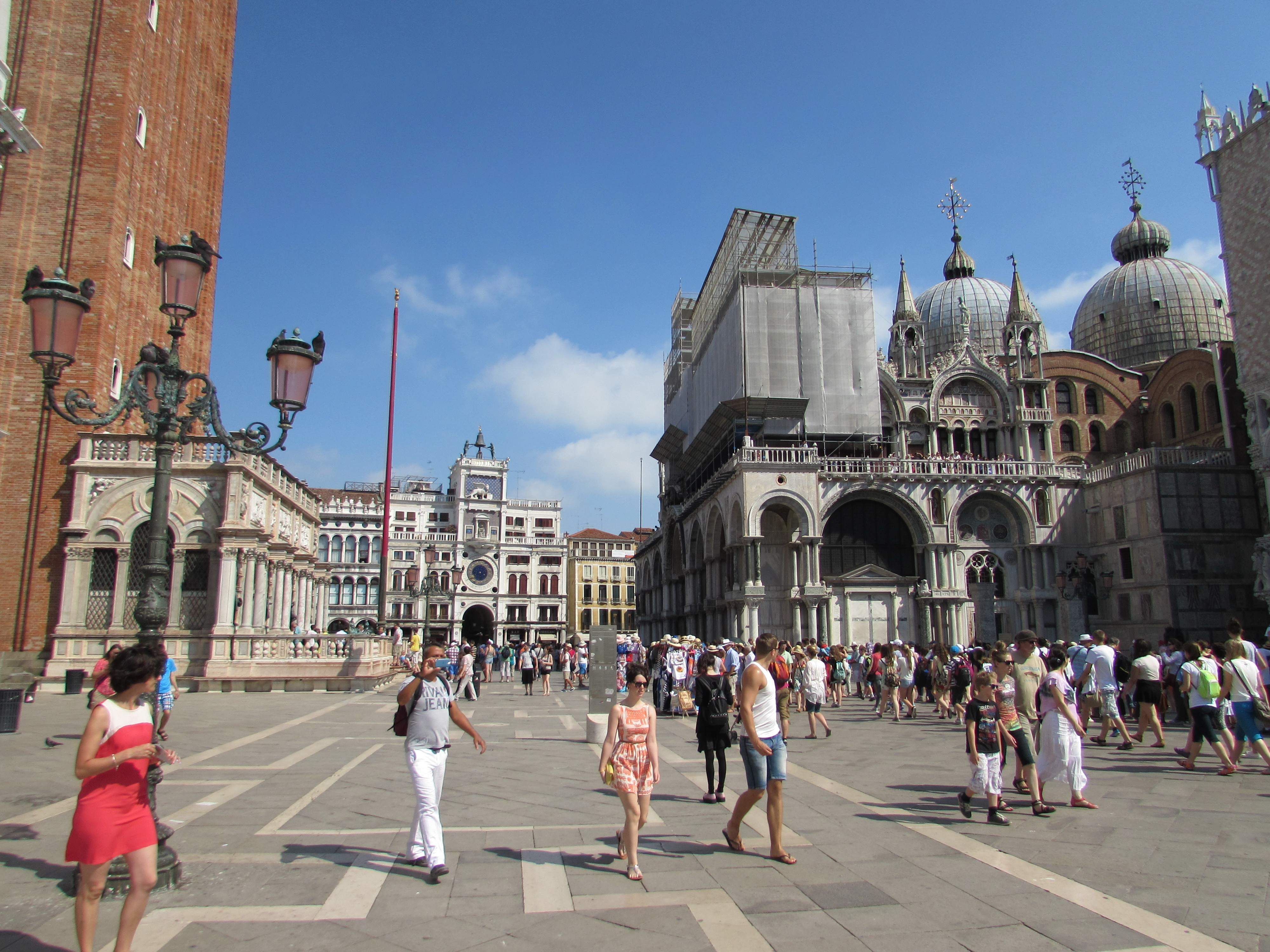
Venise, la ville dont s'inspire Soleanna,.

### Contexte
Sonic the Hedgehog se situe après les événements de Sonic Heroes et Shadow the Hedgehog dans la chronologie. L'introduction de la notion de voyage dans le temps rend délicate la localisation de certains événements du jeu dans la chronologie de la franchise. Par ailleurs, les origines du personnage de Blaze subissent un retcon par rapport à Sonic Rush : dans ce dernier, elle est présentée comme venant d'une autre dimension, tandis que dans le jeu de 2006, elle vient du futur. Sonic the Hedgehog se termine par une annulation de tous les événements qui s'y déroulent, donc l'histoire de Sonic, qui se poursuit dans les jeux ultérieurs, n'est pas influencée par l'intrigue de Sonic the Hedgehog, bien que le personnage de Silver réapparaisse par la suite dans d'autres jeux,.

### Scénario
Dix ans avant les événements du jeu, le duc de Soleanna tente de ressusciter sa femme à l'aide du pouvoir de voyage dans le temps que détient la divinité du feu, Solaris. Cependant, il sépare involontairement la divinité en deux êtres, le puissant Iblis et le fourbe Mephiles. Le duc scelle Iblis dans sa fille, la princesse Elise, tandis que Shadow et Silver, ayant voyagé dans le temps, enferment Mephiles dans le Sceptre des ténèbres.
Au début du jeu, Eggman s'attaque à la ville de Soleanna et enlève la princesse Elise dans l'objectif qu'elle lui révèle le secret des Flammes du désastre, qui, selon lui, lui permettraient de conquérir le monde. Sonic arrive et secourt la princesse. Pendant ce temps, Mephiles se libère et prend la forme de Shadow. Il cherche dès lors à trouver Iblis pour reconstituer Solaris.

Les Émeraudes du chaos.

Venu d'un futur ravagé par Iblis, Silver traque Sonic, qu'il croit être le cœur d'Iblis. Sonic et Shadow découvrent ainsi ce futur, avant de retourner à leur présent. Dans un premier temps, il semble que les trois hérissons triomphent de leurs ennemis : Sonic et Silver libèrent Elise et viennent à bout du Egg Carrier d'Eggman, l'équipe de Shadow vainc l'armée de Mephiles et Silver et Blaze retournent dans le futur, où cette dernière emprisonne en elle Iblis avant d'être perdue dans une autre dimension.
Cependant, Mephiles tue soudainement Sonic devant la princesse Elise. Celle-ci pleure, ce qui libère Iblis. Utilisant les Émeraudes du chaos, Mephiles fusionne avec Iblis. Comme Solaris peut causer la fin du monde, Eggman et les amis de Sonic s'allient pour rechercher les émeraudes dispersées dans l'espace-temps. Sonic, embrassé par Elise, ressuscite grâce à l'effet des pierres.
Super Sonic, Super Shadow et Super Silver affrontent alors et vainquent Solaris une bonne fois pour toutes. Sonic et Elise se retrouvent dans le laboratoire de Soleanna d'avant la maladresse du duc. Elise souffle sur la flamme qu'est alors Solaris, ce qui le détruit. Par ce geste, elle annule tous les événements du jeu, sauvant le monde de ceux-ci.

### Personnages

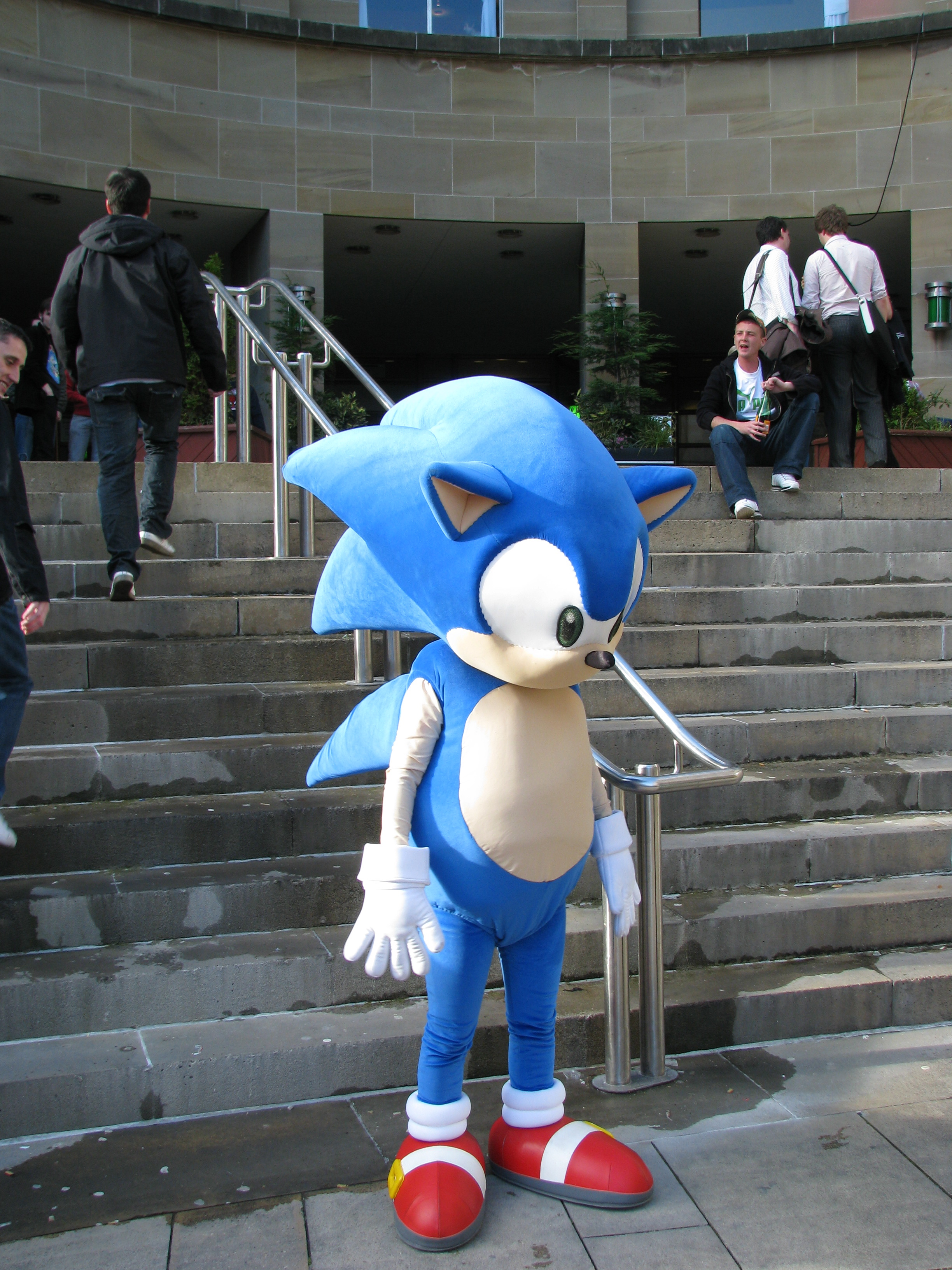
Cosplay de Sonic, l'un des trois protagonistes principaux.

#### Principaux personnages jouables
L'intrigue se partage globalement en trois parties, chacune étant jouée avec un personnage spécifique. Les trois protagonistes sont les hérissons anthropomorphiques Sonic, Shadow et Silver.
Sonic est le personnage principal de la franchise. Ce hérisson bleu peut courir très rapidement. Il ne supporte pas que ses libertés soient limitées et fait tout pour aider les autres lorsqu'ils sont en danger. Il cherche à rester honnête et juste, mais ne souhaite vivre que sous ses propres règles.
Shadow est un personnage créé pour Sonic Adventure 2. Ce hérisson noir à crête rouge semble, en extérieur seulement, brutal et arrogant, mais est en réalité prêt à sacrifier sa vie pour l'intérêt commun. Comme le lui a demandé Maria Robotnik avant sa mort, Shadow se voue à la protection de l'humanité. Cependant, il devient petit à petit plus agressif et obsédé par l'objectif de surpasser Sonic.
Silver est un nouveau personnage. Ce hérisson gris clair possède des pouvoirs psychiques qui lui permettent de déplacer des objets, de s'envoler et de se téléporter. Il vient d'un futur dévasté qu'il souhaite à tout prix sauver en corrigeant le présent. Il est naïf et peut donc facilement être manipulé en croyant parvenir à ses objectifs.

#### Solaris
Solaris est un nouveau personnage. D'abord vénéré comme divinité protectrice de la ville de Soleanna, il est séparé en deux parties du fait des expériences du duc de Soleanna. La première, nommée Iblis, est destructrice ; la seconde, appelée Mephiles, est rusée. Pendant dix ans, les deux parties sont scellées, mais elles finissent par parvenir à fusionner pour reformer Solaris. Son existence finira par être totalement effacée de la chronologie.
Mephiles est un personnage à part entière, plus intelligent qu'Iblis et de forme anthropomorphique. Menaçant et manipulateur, il prend une apparence similaire à celle de Shadow. Immortel, il peut se métamorphoser, voyager dans le temps, causer de puissantes explosions d'énergie et se créer une armée de clones, mais il est vulnérable aux attaques fondées sur de la lumière.

#### Autres personnages majeurs
Eggman est le principal antagoniste de la franchise. Aussi appelé Ivo Robotnik, ce scientifique fou est réputé pour son intelligence et sa volonté de conquête du monde. Il essaie systématiquement de piéger son principal ennemi, Sonic, mais l'échec constant de ses tentatives le frustre à chaque fois, d'autant plus que les triomphes de Sonic le ridiculisent.
La princesse Elise est un nouveau personnage. Cette humaine est la fille du duc de Soleanna. Elle est visible enfant au début du jeu. Dans le reste du jeu, qui se passe une décennie après l'introduction, elle est plus grande. Elle est alors habillée en blanc. Ses parents sont morts alors qu'elle est encore petite. Elle ne doit pas pleurer, et apprendra plus tard que c'est pour ne pas libérer Iblis de son âme. Elle devient amie avec Sonic, qui lui apprend à vivre heureuse.

## Système de jeu
Sonic the Hedgehog est un jeu de plates-formes en trois dimensions. Il se compose aussi d'éléments d'action-aventure et de jeu de rôle. Comme ses prédécesseurs, ce jeu fonctionne avec un gameplay axé sur la vitesse : le protagoniste se déplace rapidement tout en devant éviter des obstacles.

Des anneaux semblables à ceux présents dans le jeu.

Ce jeu propose aussi deux modes multijoueurs. Le mode Tag demande la coopération de deux joueurs pour passer des niveaux et obtenir des Émeraudes du chaos. Le mode Battle oppose quant à lui les deux joueurs, qui s'affrontent lors d'une course,.

### Différences en fonction du protagoniste
Sonic accélère lentement et se voit parfois contraint de freiner soudainement. Shadow peut conduire des véhicules et faire exploser des éléments de son environnement. Silver utilise principalement de la télékinésie. Parfois, le joueur prend le contrôle temporaire d'un personnage de soutien, comme Tails, au lieu de l'un des trois hérissons.
Lors d'une phase « super vitesse » de niveau, Sonic avance tout seul et ne peut être ralenti ou arrêté. Le joueur ne peut que décider d'aller à gauche, à droite ou de sauter, voire d'accélérer davantage. Il doit éviter les obstacles afin de ne pas avoir à recommencer le niveau,,.
Les trois principaux protagonistes suivent les mêmes niveaux, mais, comme ils possèdent des capacités différentes, ils n'ont pas accès aux mêmes endroits et objets. Au cours des niveaux, le joueur récupère des anneaux qui font office de santé : à la réception d'un coup d'un ennemi ou d'un obstacle, le personnage perd ses anneaux, mais, s'il n'en a pas, il perd une vie. Certains pièges mortels font directement perdre une vie. Comme le personnage possède un nombre limité de vies, le jeu se termine lorsque le joueur a épuisé toutes ses vies,.

### Niveaux

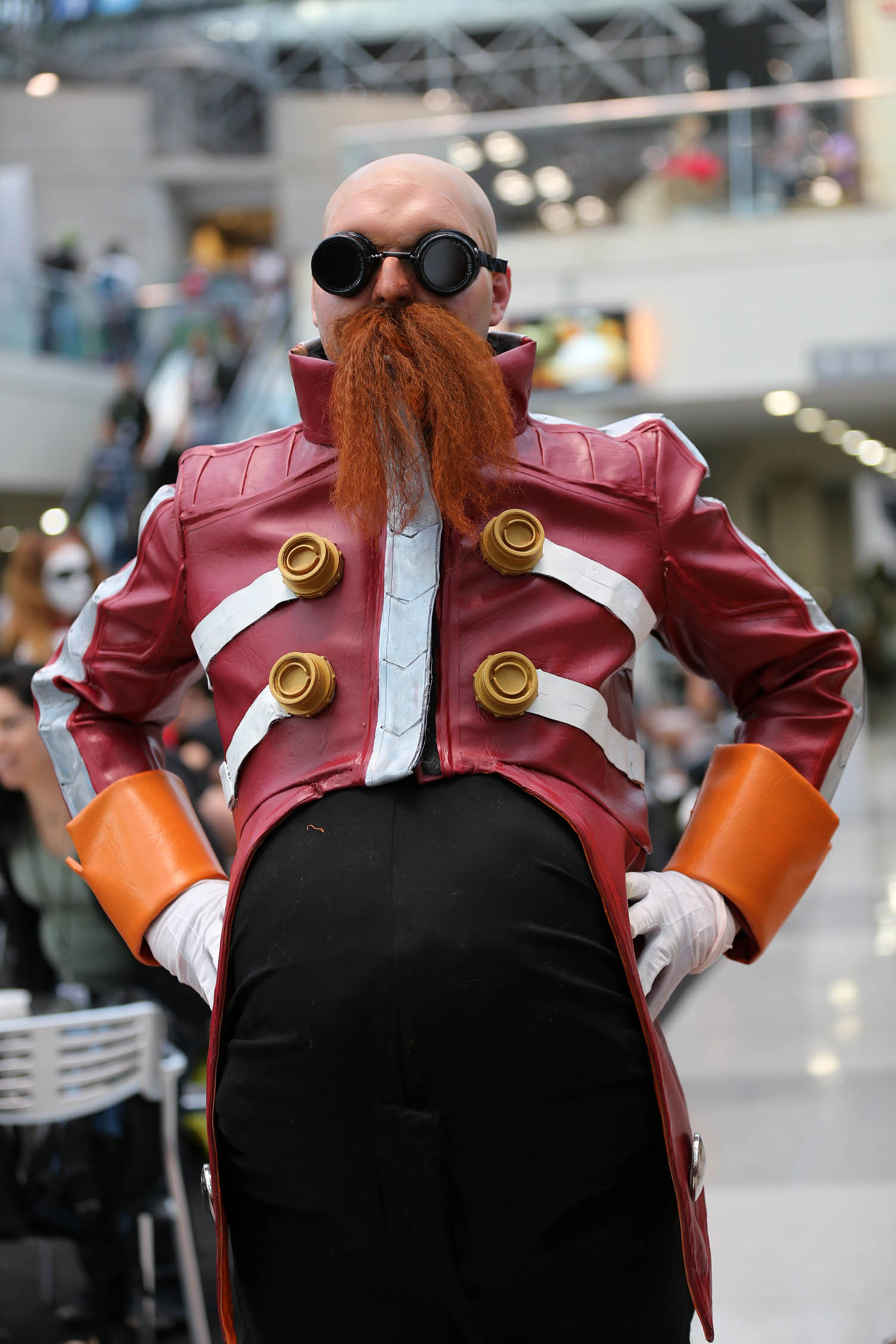
Cosplay d'Eggman.

Comme dans Sonic Adventure, le joueur parcourt des mondes ouverts pour accéder aux niveaux. Le joueur parcourt trois « champs d'aventure », où il interagit avec des personnages non-joueurs. Ces champs d'aventure se distinguent alors des « niveaux d'action ». Le jeu comporte trois champps d'aventure : la vieille ville Castle Town, l'environnement naturel Soleanna Forest et le quartier moderne New City,,.
Soleanna est donc le monde central du jeu. Le protagoniste y court, parle à des habitants et accepte d'effectuer des quêtes secondaires pour obtenir des anneaux qui permettent d'acheter des objets pour débloquer de nouvelles capacités aux protagonistes. Le joueur accède aux niveaux à travers des miroirs répartis dans Soleanna,.
Les niveaux d'action sont déverrouillés justement au fur et à mesure de l'avancement de l'histoire. Le jeu se structure en trois intrigues, appelées « épisodes ». Chaque épisode permet au joueur d'interpréter un protagoniste, un hérisson. L'un met en scène Sonic, un autre, Shadow, et le troisième, Silver. Le quatrième et dernier épisode sert de conclusion à l'intrigue et est débloqué une fois les trois autres terminés. Il implique les trois protagonistes respectifs de ces épisodes.
Le jeu comporte une dizaine de niveaux d'action à parcourir avec les trois protagonistes successivement. Le premier est le littoral de Wave Ocean, suivi des ruines de Dusty Desert puis des montagnes de White Acropolis. Vient ensuite Crisis City, soit New City dans un futur où elle a été ravagée. Après, le joueur se rend dans le volcan de Flame Core, le Radical Train d'Eggman, l'inondée Tropical Jungle, les vestiges ancestraux de Kingdom Valley et le repaire d'Aquatic Base. Enfin, le niveau intitulé « End of the World » amène les protagonistes à revisiter la plupart des lieux auparavant parcourus au cours du jeu pour récupérer les Émeraudes du chaos alors que Solaris détruit l'espace-temps.
Dans l'épisode Sonic, quatre niveaux sont joués avec ce seul personnage. Deux autres sont parcourus avec Tails et un autre avec Knuckles. Aquatic Base se traverse avec Tails et Knuckles. Dans l'épisode Shadow, deux niveaux sont joués avec ce seul personnage. Deux autres sont parcourus avec Omega et deux autres avec Rouge. Sonic et Shadow ont aussi chacun un niveau accompagné de Silver. Ces deux niveaux se retrouvent dans l'épisode Silver, qui comporte en plus trois niveaux joués avec le personnage seul, deux avec Blaze et deux avec Amy. À ceux-là s'ajoutent trois niveaux effectués sans aucun des trois principaux protagonistes : un avec Tails, un avec Blaze et un avec Rouge.

### Ennemis affrontés
Les ennemis qu'affrontent les protagonistes au cours des niveaux sont parfois des incarnations d'Iblis, mais surtout des robots d'Eggman.
Certains niveaux se terminent avec un boss, qui n'est pas forcément affronté par les trois protagonistes. Trois d'entre eux appartiennent à Eggman : Egg Cerberus, Egg Genesis et Egg Wyvern. Sonic fait face aux trois robots au cours de son aventure, quand Shadow ne rencontre que le premier et Silver que le second.
Deux autres combats de boss sont liés à Silver : le premier, présent dans les épisodes Sonic et Silver, oppose ces deux mêmes protagonistes, tandis que le second, présent dans les épisodes Shadow et Silver, oppose cette fois Shadow au même Silver.
Les autres impliquent Solaris. Sonic et Shadow affrontent Iblis (Phase 2) puis Silver doit vaincre Iblis (Phase 3). Mephiles, sous ses deux phases, n'est un boss que dans l'épisode Shadow. Enfin, le dernier boss du jeu est Solaris lui-même. Super Shadow et Super Silver doivent briser son armure pour que Super Sonic s'attaque à son cœur.

## Développement

### Des objectifs de renouveau de la franchise

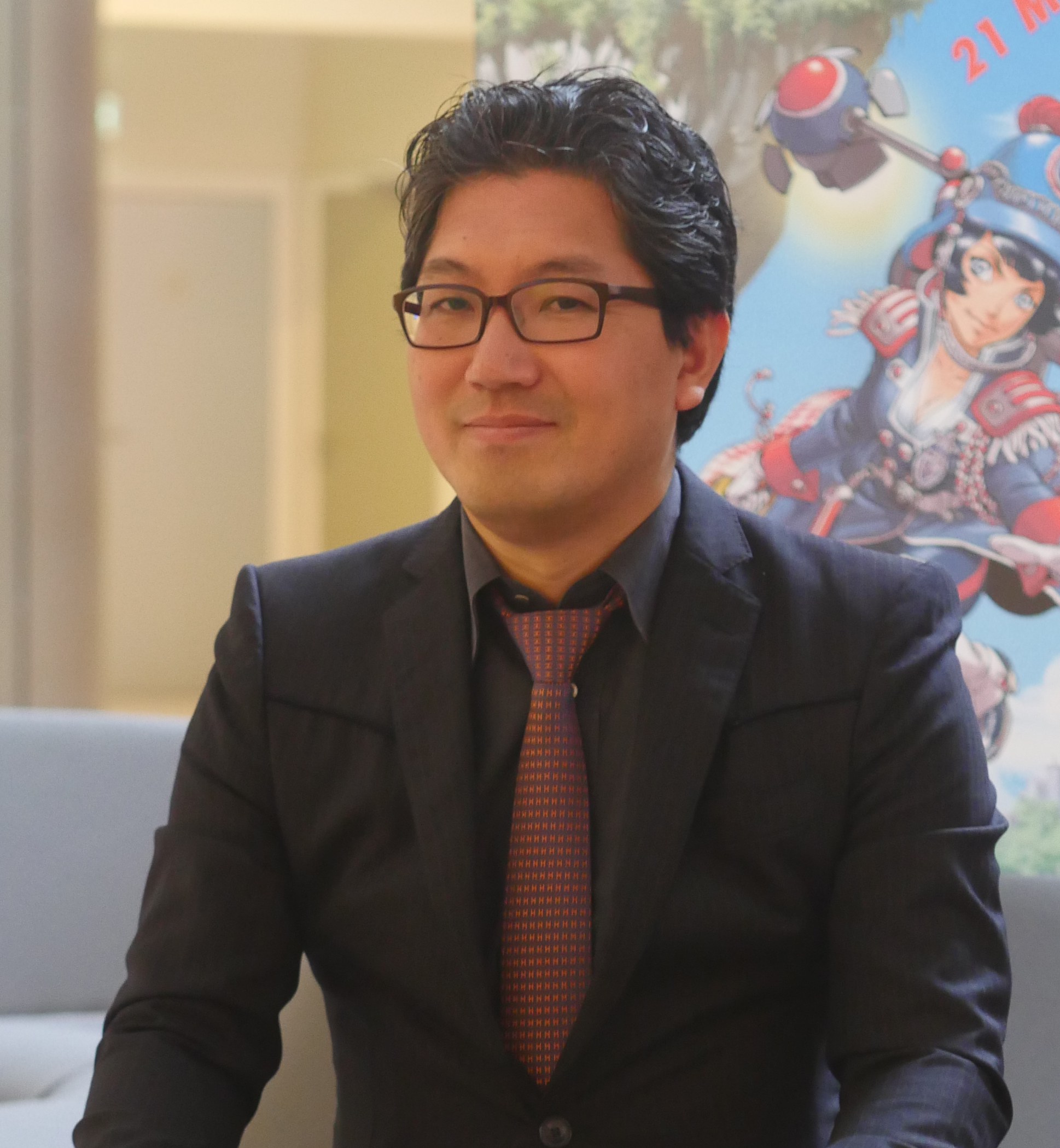
Yuji Naka, à la tête de Sonic Team au début du développement.

Une fois la production du jeu vidéo Billy Hatcher and the Giant Egg terminée, Sonic Team se lance dans un nouveau projet de la franchise Sonic the Hedgehog. Dès l'origine, l'équipe de développement décide d'adopter un style de textures réaliste (notamment par la représentation de la fourrure des personnages animaux), contrairement aux précédents jeux de la franchise qui optaient pour un style plus simpliste, avec des objets aux surfaces lisses. Sega décidera de conserver l'idée de réalisme lors du lancement du développement du jeu.
À l'origine, le jeu doit être conçu pour les consoles de la sixième génération. Cependant, comme la sortie de ce jeu doit coïncider avec le 15e anniversaire de la série, Sonic Team le développe pour les consoles de la septième génération, la Playstation 3 et la Xbox 360.
Yuji Naka, co-créateur de la franchise, souhaite que la sortie de ce jeu touche le public le plus large possible. Reprenant les exemples de Spider-Man 2 et Batman Begins, il explique :

« Quand Marvel ou DC Comics transposent leurs personnages dans des films, ils les considèrent comme des superproductions, des succès énormes, et c'est ce que nous essayons de faire avec Sonic. »

#### Entre recherche de modernité...
Le moteur physique Havok, antérieurement utilisé pour Astro Boy sur PlayStation 2, permet à Sonic Team d'inclure des styles de jeu fondés sur des interactions complexes avec l'environnement des protagonistes, comme la télékinésie de Silver. Cela était impossible dans les consoles des précédentes générations,.

Havok, le moteur physique du jeu.

Présenté par le réalisateur Shun Nakamura, de Sonic Team, lors du Tokyo Game Show en 2005, le jeu cherche à profiter des possibilités offertes par la nouvelle génération de consoles pour proposer de l'illumination globale, un système d'alternance jour/nuit et des capacités des protagonistes comme l'utilisation de cordes lors de sauts.
Les nouvelles consoles étant alors plus puissantes, l'équipe de développement peut concevoir un jeu composé de graphismes nettement plus réalistes que ceux des précédents jeux de la franchise. L'apparence des personnages emblématiques de la franchise est donc adaptée pour convenir à cette atmosphère réaliste : Sonic devient plus grand et ses piquants sont plus longs, tandis qu'Eggman maigrit et ressemble plus à un humain réel,. Sonic Team envisage temporairement d'ajouter à Sonic des textures de fourrure et de caoutchouc qui le rendraient encore plus réaliste, avant d'abandonner cette idée dans le développement.
Le réalisateur Shun Nakamura et le producteur Masahiro Kumono expliquent que la nouvelle apparence des personnages principaux permet de rendre plus logique l'interaction entre ces protagonistes et plusieurs humains. En effet, ce jeu met en scène plus d'humains que ses prédécesseurs. Par ailleurs, l'équipe trouve que ce réalisme peut rendre le jeu plus attrayant aux yeux de joueurs moins jeunes que ceux que visent jusque-là les jeux Sonic the Hedgehog.
La conception de Silver, personnage créé pour ce jeu, est motivée par la volonté de profiter des capacités du moteur physique Havok. D'abord vison orange, Silver voit son design évoluer au fur et à mesure du développement du jeu. Après une cinquantaine de versions, l'apparence d'un hérisson est retenue.
Le jeu est entrecoupé de cinématiques réalisées par Blur Studio. Leo Santos, supervisant l'animation, explique qu'il lui a été difficile de produire la scène d'ouverture à cause de l'animation de la bouche de Sonic.

#### ...et retour aux origines
Le titre du jeu est « Sonic the Hedgehog », comme le premier jeu de la franchise sorti en 1991. Sonic Team choisit ce titre pour signifier que ce jeu doit certes révolutionner la série mais surtout revenir à ses racines afin de proposer un avancement majeur,.
Sonic Team vise avant tout à redonner aux jeux de la franchise l'attractivité qui a fait des premiers jeux Sonic, sortis sur Mega Drive, des succès. Étant donné que les deux jeux précédents, Sonic Heroes et Shadow the Hedgehog, se sont éloignés du style des jeux d'origine, l'équipe se propose de faire de Sonic the Hedgehog un retour aux sources. Pour cela, Sonic Team mise sur la vitesse, qui a permis à la série de se démarquer à ses débuts et a fait sa renommée, et sur la possibilité de prendre plusieurs chemins différents pour parvenir à la fin d'un niveau, ce qui serait justement plus facile avec l'idée d'environnements réalistes. Outre cela, Sonic Team cherche à régler les problèmes de caméra virtuelle de jeu rencontrés dans les jeux précédents, un défaut pour lequel elle avait reçu de nombreuses critiques auparavant.
Concernant Shadow, développé dans les jeux ayant précédé celui-ci, l'équipe abandonne l'usage d'armes à feu inclus dans Shadow the Hedgehog. Elle opte plutôt pour un gameplay enrichi par la présence de divers véhicules fonctionnant de différentes façons.

### De difficiles derniers mois de développement

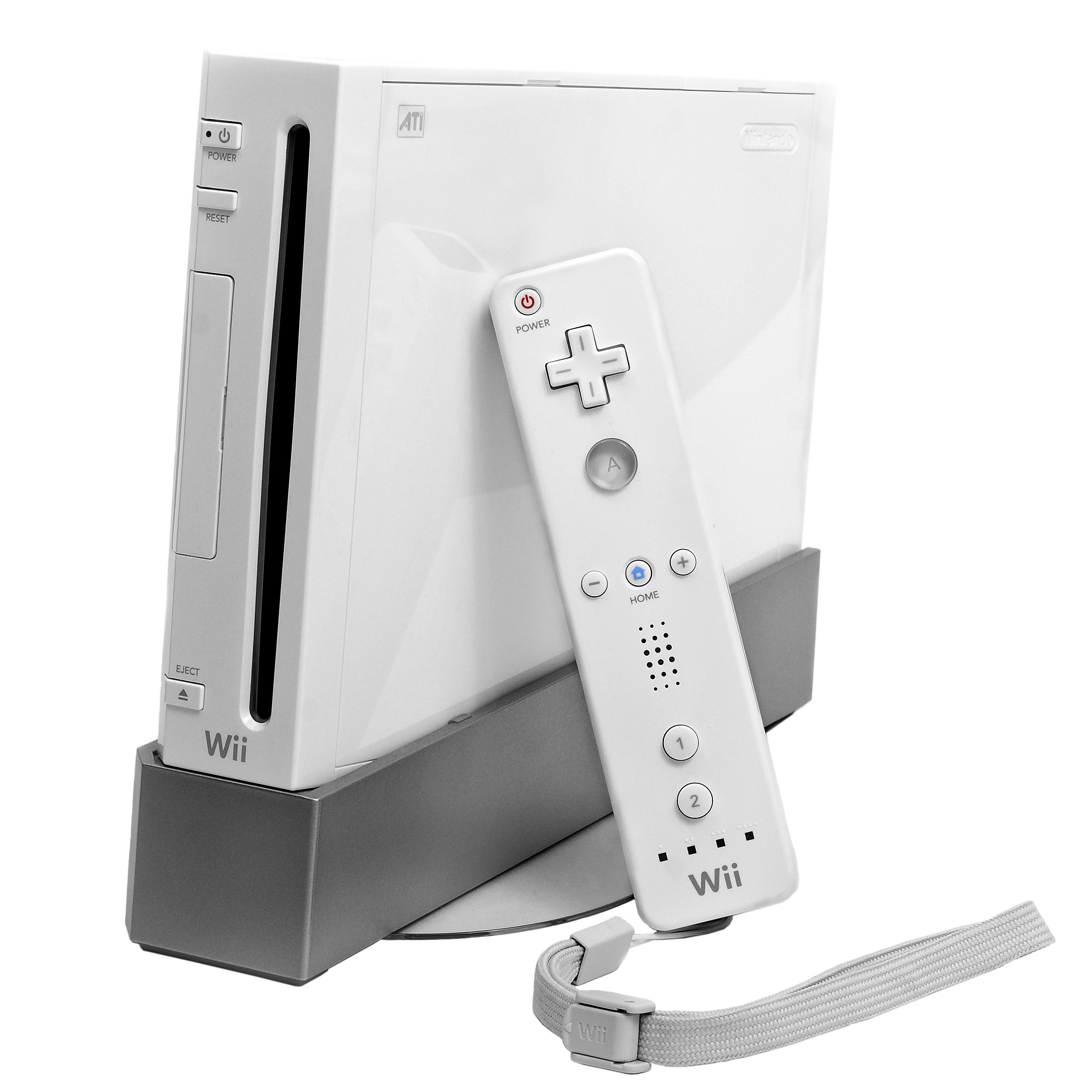
La Wii de Nintendo, console pour laquelle un jeu a été conçu en parallèle du développement de Sonic the Hedgehog en 2006.

En mars 2006, Yuji Naka quitte Sonic Team, à la tête de laquelle il guidait le projet. Il explique sa démission par une volonté de ne plus développer des jeux Sonic the Hedgehog pour se concentrer sur des productions originales ; il crée à cet effet sa propre société, Prope,,. L'ancien PDG de Sega of America, Tom Kalinske, affirme que « le cœur et l'âme de Sonic » disparaissent avec le départ de Yuji Naka.
Alors que Sonic Team envisageait jusque-là de sortir le jeu sur toutes les principales consoles de la septième génération, il s'avère qu'il n'est pas adapté à la Wii de Nintendo. Comme le portage du jeu sur Wii pourrait prendre trop de temps, il est décidé qu'un autre jeu serait développé pour cette console. L'équipe doit alors se diviser en deux pour réaliser ces deux jeux simultanément. Shun Nakamura dirige l'achèvement du développement du jeu pour Xbox 360 et PlayStation 3, tandis que la conception du jeu destiné à la Wii, Sonic and the Secret Rings, est lancée sous la direction de Yojiro Ogawa,,.
L'équipe restée sur le développement du jeu Sonic the Hedgehog est donc exceptionnellement réduite. Elle subit de surcroît la pression de Sega, qui réclame un jeu terminé pour la saison des fêtes de 2006. Sonic Team doit précipiter les étapes de développement qu'il reste, puisque la date limite fixée par Sega approche rapidement. L'équipe ne trouve donc pas le temps de corriger plusieurs bugs rapportés par le département d'assurance qualité de Sega. Yojiro Ogawa expliquera que cette période a été un redoutable défi pour l'équipe, d'autant plus que les sorties respectives de la Xbox 360 puis de la PlayStation 3 étaient imminentes. Le producteur Takashi Iizuka dira quant à lui à ce sujet « Nous n'avions pas le temps de peaufiner [le jeu] et nous produisions juste du contenu aussi vite que nous le pouvions. »,,,,.
Dans une interview de février 2007 pour le magazine Kikizo (en), il est demandé au producteur de Sonic Team, Yojiro Ogawa, de commenter les failles du jeu, les problèmes de contrôle et le temps de chargement. Il explique alors :

« La raison pour laquelle nous avons probablement échoué avec ce que nous voyons aujourd'hui, découle de beaucoup de raisons. La première est que nous voulions lancer le jeu aux alentours de Noël, et nous avons eu le lancement de la PlayStation 3 à venir, mais nous avons dû développer pour la 360 de Microsoft en même temps et l'équipe avait beaucoup de pression. Il a été très dur pour l'équipe d'essayer de voir comment nous allions sortir les deux versions avec juste une équipe. Cela a été un grand défi. »

### Promotion

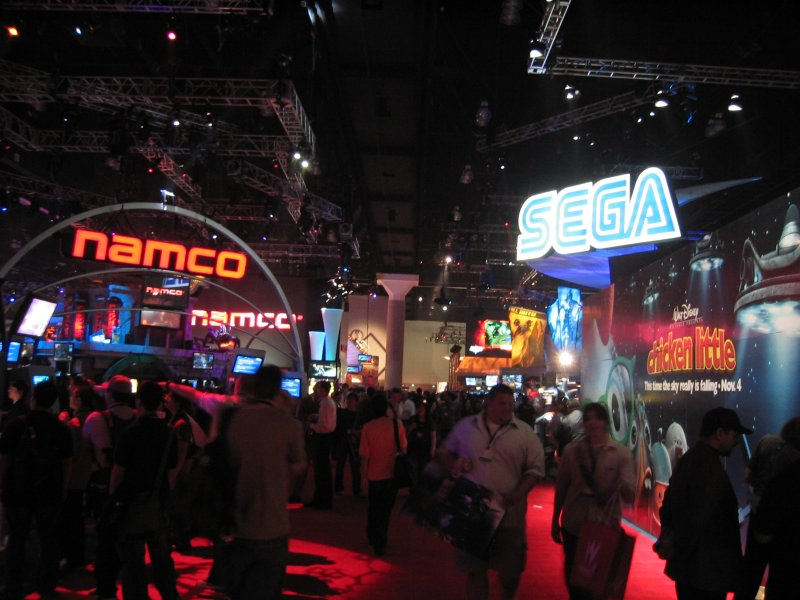
Le stand de Sega à l'E3 2005.

Le jeu est annoncé lors de l'Electronic Entertainment Expo, en mai 2005. Plus tard dans l'année, Yuji Naka révèle lors du Tokyo Game Show le titre du jeu et explique que sa sortie coïncide avec le 15e anniversaire de Sonic the Hedgehog.
Une première démo est jouable lors de l'E3 de mai 2006. Une seconde démo est publiée par l'intermédiaire de Xbox Live en septembre 2006. Elle présente le gameplay de Sonic.
Sega conclut un accord avec Microsoft afin que des publicités pour le jeu soient présentées sur Windows Live Messenger.

### Sortie
La version Xbox 360 du jeu est mise en vente en Amérique du Nord dès le 14 novembre 2006.
L'année de sortie du jeu est reprise par les critiques et les fans pour nommer le jeu tout en le distinguant de Sonic the Hedgehog de 1991. Ainsi, il est notamment surnommé « Sonic '06 »,.
En 2007, Sega publie des contenus téléchargeables additionnels. L'un d'eux propose d'enchaîner les affrontements de boss les uns après les autres sans devoir franchir le reste des niveaux. La sortie de la version PlayStation 3 est retardée pour pouvoir justement coïncider avec celle de l'un de ces ajouts.
Finalement, surtout après avoir été fortement critiqué, le jeu n'est vendu qu'à environ deux millions d'exemplaires.
Après la réception de nombreuses critiques, Sega finit par retirer en 2010 le jeu de la vente numérique sur Xbox 360, afin de ne pas dégrader l'image de la franchise. Pendant une décennie, le seul moyen d'obtenir le jeu légalement est de se procurer un exemplaire physique d'occasion. Il est remis en vente en mai 2022,.

## Audio

### Doublage
Sauf indication contraire, les informations mentionnées dans cette section peuvent être confirmées par la base de données cinématographiques IMDb,  présente dans la section « Liens externes ».
| Voix japonaise    | Voix anglaise       | Personnage          |
| ----------------- | ------------------- | ------------------- |
| Junichi Kanemaru  | Jason Griffith      | Sonic the Hedgehog  |
| Kōji Yusa         | Jason Griffith      | Shadow the Hedgehog |
| Daisuke Ono       | Pete Capella        | Silver the Hedgehog |
| Maaya Sakamoto    | Lacey Chabert       | Princesse Elise     |
| Chikao Ōtsuka     | Mike Pollock        | Eggman              |
| Ryo Hirohashi     | Amy Palant          | Tails               |
| Nao Takamori      | Bella Hudson        | Blaze the Cat       |
| Nobutoshi Kanna   | Dan Green           | Knuckles            |
| Takayuki Sakazume | Dan Green           | Mephiles            |
| Rumi Ochiai       | Caren Manuel        | Rouge the Bat       |
| Taeko Kawata      | Lisa Ortiz          | Amy Rose            |
| Taiten Kusunoki   | Madeleine Blaustein | E-123 Omega         |
| Kenji Utsumi      | David Wills         | Duc de Soleanna     |

Dans l'ensemble, à l'exception des nouveaux personnages, Sonic the Hedgehog reprend le casting de la série télévisée Sonic X, diffusée entre 2003 et 2006.

### Bande-son
La bande-son du jeu est composée sous la direction de Tomoya Ohtani. Bien qu'il ait travaillé sur quelques thèmes de Sonic Heroes et Shadow the Hedgehog auparavant, c'est la première fois qu'il est le compositeur principal et sert de réalisateur sonore dans la production d'un jeu.
Le thème principal est intitulé « His World », une chanson d'un style qu'un article de Destructoid qualifie de « fantasy/rap ».
Les musiques de Sonic the Hedgehog sont globalement très appréciées par les critiques, qui considèrent qu'il s'agit du principal point fort du jeu,.

## Accueil
| -             | Xbox 360 | PS3     |
| ------------- | -------- | ------- |
| 1UP.com       | C        | -       |
| AllGame       | ,        | ,       |
| GamePro       | [ 63 ]   | -       |
| GameRankings  | 48,74 %  | 46,12 % |
| Metacritic    | 46 %     | 43 %    |
| MobyGames     | 46 %     | 42 %    |
| SensCritique  | 3,3/10   | 3,3/10  |
| Jeuxvideo.com | 9/20     | 9/20    |

Avant sa sortie, les présentations et démos de Sonic the Hedgehog sont accueillies avec enthousiasme par la critique, qui était mitigée à l'égard des deux jeux précédents de la franchise, Sonic Heroes et Shadow the Hedgehog,. Malgré cela, le jeu final est largement décrié par la plupart des critiques. La version Xbox 360 écope sur GameRankings d'un score de 48,74 %, ; la mouture PlayStation 3 reçoit pour sa part une note moyenne de 46,12 %,. Les avis selon Metacritic sont « généralement défavorables », que ce soit sur Xbox 360 ou sur PlayStation 3, et les scores calculés par l'agrégateur sont sensiblement identiques à ceux de GameRankings, à savoir 46/100 et 43/100, respectivement,.
Bien plus que les autres critiques, Dave Halverson (en) du magazine américain Play fait l'éloge du jeu, auquel il donne initialement un score de 9,5/10 pour la version Xbox 360, avant de baisser la note à 8,5/10 dans le numéro suivant car, selon lui, le problème des temps de chargement excessivement longs et fréquents de son exemplaire de test aurait dû être corrigé dans la version finale du jeu. Pourtant, Halverson donne plus tard à la version PlayStation 3 du jeu la note de 5,5/10, exprimant son dégoût non seulement pour la façon dont les bugs et les temps de chargement ne se sont pas améliorés, mais aussi pour le fait que le jeu ait mal tourné, malgré le temps de développement supplémentaire.
Game Informer aussi défend le jeu, expliquant que le projet est ambitieux, avec des graphismes meilleurs que ceux de ses prédécesseurs et un style RPG, ainsi que le nouveau personnage Silver et la place intéressante des véhicules dans le gameplay. Toutefois, il remarque certains défauts dans le jeu et ajoute qu'il aurait été plus judicieux de corriger les problèmes de gameplay plutôt que de chercher à ajouter du contenu téléchargeable.
GamesRadar+ trouve que le jeu « n'a peut-être pas été le pire jeu de l'année (2006), mais il a été, sans aucun doute, le plus décevant ». Il signale tout de même plusieurs défauts du jeu. Un autre article affirme que le personnage de la princesse Elise conviendrait à un jeu d'une franchise comme Final Fantasy, mais que sa transposition dans l'univers de Sonic est ratée. Dans l'ensemble, GamesRadar+ considère que la romance entre ces deux personnages est l'une des pires du jeu vidéo.
IGN admet qu'« il propose quelques bonnes idées, et une poignée de moments passionnants, mais [que] rien de tout cela n'aide le jeu à se remettre d'une perte catastrophique en matière de contrôle ».
The A.V. Club considère qu'il s'agit du pire jeu de la franchise, mais concède le fait que la bande-son comporte des thèmes de très bonne qualité.
Comic Book Resources commence par critiquer le jeu, mais ajoute que les joueurs peuvent l'apprécier par nostalgie pour les débuts de la franchise, que la bande-son et le style de jeu en open-world sont très agréables, en concluant que si Sonic Team avait eu plus de temps, le jeu aurait pu être réussi.
Games Hub trouve que ce n'est pas un mauvais jeu, malgré le fait qu'il est très bugué : les combats de boss sont très interactifs et l'intrigue n'est pas la plus étrange qu'ait connu Sonic au fil de ses différentes apparitions.
La partie de l'intrigue qui se concentre sur l'amour entre la princesse Elise et Sonic se rapproche, selon les critiques, du passage dans L'Attaque des clones avec Padmé Amidala et Anakin Skywalker, dans un environnement de prairie similaire — une séquence du film déjà peu appréciée de la critique,.
Eurogamer affirme que « ce jeu est inachevé », lui reprochant le fait qu'il consacre moins d'un tiers de l'aventure au personnage normalement principal qu'est Sonic, ainsi que le fait que l'interpellation d'un personnage non-joueur demande un temps de chargement apparemment inutile. Il critique plusieurs autres caractéristiques du jeu, notamment la caméra, mais aussi le doublage, les cinématiques, les graphismes et la possibilité de perdre soudainement une vie sans raison.
Jeff Gerstmann (en) de GameSpot le qualifie de « gâchis de A à Z », tandis que GameTrailers conclut que le jeu est « carrément pas terminé, injustement difficile, et surtout, n'offre tout simplement pas beaucoup de plaisir, ». GameTrailers place également le jeu en 9e position d'un « Top 10 des jeux les plus décevants de la décennie » (« Top Ten Most Disappointing Games of the Decade »).
En 2009, GamesTM lui a donné le premier prix des « Séries de jeux vidéo qui se sont égarées en cours de route » (« 10 Videogame Franchises that Lost their Way »), ajoutant que « Les efforts de jeux next-gen du hérisson ont été épouvantables, mais plus encore son opus 2006 » et qu'à cause de lui « la franchise a viré au non-sens absolu »,. Fin 2009, le jeu a été nommé « Pire jeu vidéo de la décennie » (« Worst Video Game of the Decade ») par ScrewAttack (en).
Pour Benjamin Benoît, journaliste et auteur du livre Générations Sonic paru en 2018, le principal nouveau personnage, Silver, n'est qu'une parodie de Shadow, lui-même originellement une reproduction de Sonic, tandis que la princesse Elise, autre nouveau personnage, noue une romance « plus perturbant[e] qu'émouvant[e] » avec un « hérisson bleu géant et monoculaire », ce qu'il juge troublant et n'ayant pas sa place dans le jeu.
Rétrospectivement, le compte Twitter officiel de la franchise Sonic the Hedgehog se moque désormais régulièrement de ce jeu.

## Postérité

### Inspirations ultérieures

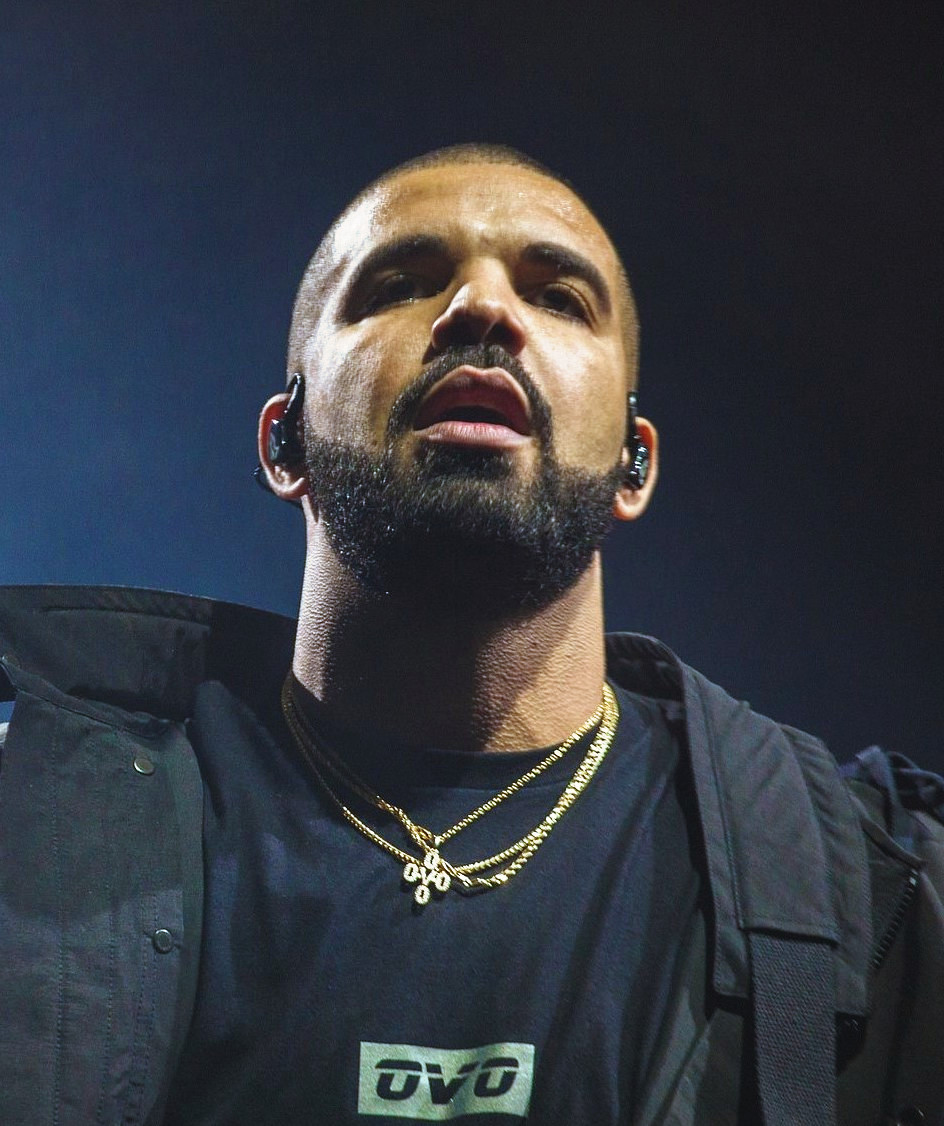
Drake, chanteur ayant repris un échantillon de His World.

La ligne de dialogue « It's no use! » répétée par Silver lors de son affrontement de boss est devenue un mème Internet. Elle fait partie des nombreuses phrases rendues célèbres principalement par des Let's Play et par l'effet qu'elles ont sur les joueurs, en l'occurrence surtout de l'agacement dû à la répétition,,,.
En 2015, le groupe de fans Gistix se met à développer un remake du jeu pour Windows. Cette équipe utilise pour cela le moteur Unity. Une démo publiée en janvier 2017 reçoit des critiques positives de la part de la presse, ; une seconde démo, qualifiée d'ambitieuse par Eurogamer, sort à la fin de cette même année.
En 2017, un autre groupe de fans, dirigé par un youtubeur dont le pseudonyme est ChaosX, s'attelle à développer un remake utilisant également Unity. Il se met à publier des démos dès 2019 de ce jeu, intitulé « Sonic P-06 »,,.
En 2017, la chanson de Drake featuring Giggs intitulée « KMT » reprend un échantillon du thème principal du jeu, His World,,,.

### Place dans la franchise
Si le passage à la 3D de la franchise Sonic the Hedgehog, avec Sonic Adventure et Sonic Adventure 2, est synonyme de succès critique et commercial, chaque sortie d'un nouveau jeu s'accompagne ensuite de critiques de plus en plus négatives. En particulier, le jeu de 2006, censé remédier aux défauts de ses prédécesseurs, marque rétrospectivement un tournant dans la franchise, qui confirme auprès des critiques la fin de l'âge d'or de Sonic et, plus généralement, de Sega,.
L'échec de Sonic the Hedgehog amène Sonic Team à repenser totalement la direction que doit prendre la franchise. Elle abandonne l'idée de graphismes réalistes dès le prochain grand jeu de la série, Sonic Unleashed, et le jeu suivant, Sonic Colours, redonne aux jeux Sonic leur ton fantaisiste perdu dans l'obscurité du scénario du jeu de 2006.
La plupart des personnages créés pour le jeu, notamment la princesse Elise, Mephiles et Iblis, finissent par ne presque plus apparaître dans la franchise,,,. Seul Silver réapparaît régulièrement, mais c'est souvent en tant que personnage secondaire, notamment dans Sonic Rivals et sa suite, Sonic Riders: Zero Gravity, Mario et Sonic aux Jeux olympiques d'hiver et ses suites, Sonic Colours sur DS et Sonic Forces,,,,.
Bien qu'il soit par la suite très peu question des personnages du jeu, à part Silver, le jeu mobile Sonic Forces: Speed Battle, dans lequel de nouveaux personnages sont régulièrement ajoutés, annonce en 2022 que Mephiles devient jouable.
Takashi Iizuka explique en 2022 au sujet du nouveau jeu de la franchise, Sonic Frontiers, que Sonic Team cherche à ne plus reproduire les erreurs qui ont valu au jeu de 2006 tant de critiques. Ces explications visent à rassurer certains fans, qui craignent que le jeu de 2022 ressemble à son prédécesseur de 2006. Il est alors principalement question de la scène dans laquelle Elise embrasse Sonic, qui a marqué négativement les fans de la franchise,,,.
Dans Sonic Generations et Sonic X Shadow Generations, bien qu'à la fin du jeu de 2006 les événements liés à Solaris soient effacés de la continuité des jeux Sonic, le Time Eater, une créature qui a le pouvoir de contrôler le temps et l'espace, fait renaitre cette chronologie en ramenant Crisis City la ville située dans le futur apocalyptique ainsi que Mephiles qui est amené a retrouver Shadow et qui voulait a tout prix le vaincre afin de restaurer son existence dans la chronologie où le monde est plongé dans le chaos dans le futur de Silver.[réf. nécessaire]